# Абхиджит Банерджи
Абхиджит Винаяк Банерджи (на бенгалски: অভিজিৎ বিনায়ক বন্দ্যোপাধ্যায়, [obʱidʒit banɔrdʒi]; на английски: Abhijit Vinayak Banerjee) е индийско-американски икономист.

## Биография
Роден е на 21 февруари 1961 година в Бомбай в семейството на университетски преподаватели по икономика, баща му е бенгалец, а майка му – маратхийка. Израства в Калкута, където през 1981 година завършва икономика в Калкутския университет, а след това и магистратура в Университета „Джавахарлал Неру“ в Ню Делхи. През 1988 година защитава докторат в Харвардския университет, след което преподава в Принстънския университет (1988 – 1992), Харвардския университет (1992 – 1993) и Масачузетския технически институт (от 1993). Работи главно в областта на икономиката на развитието и социоикономиката.
През 2019 година Абхиджит Банерджи, заедно със съпругата си Естер Дюфло и Майкъл Кремър, получава Нобелова награда за икономика „за техния експериментален подход към облекчаването на глобалната бедност“.